# Selyemtyúk

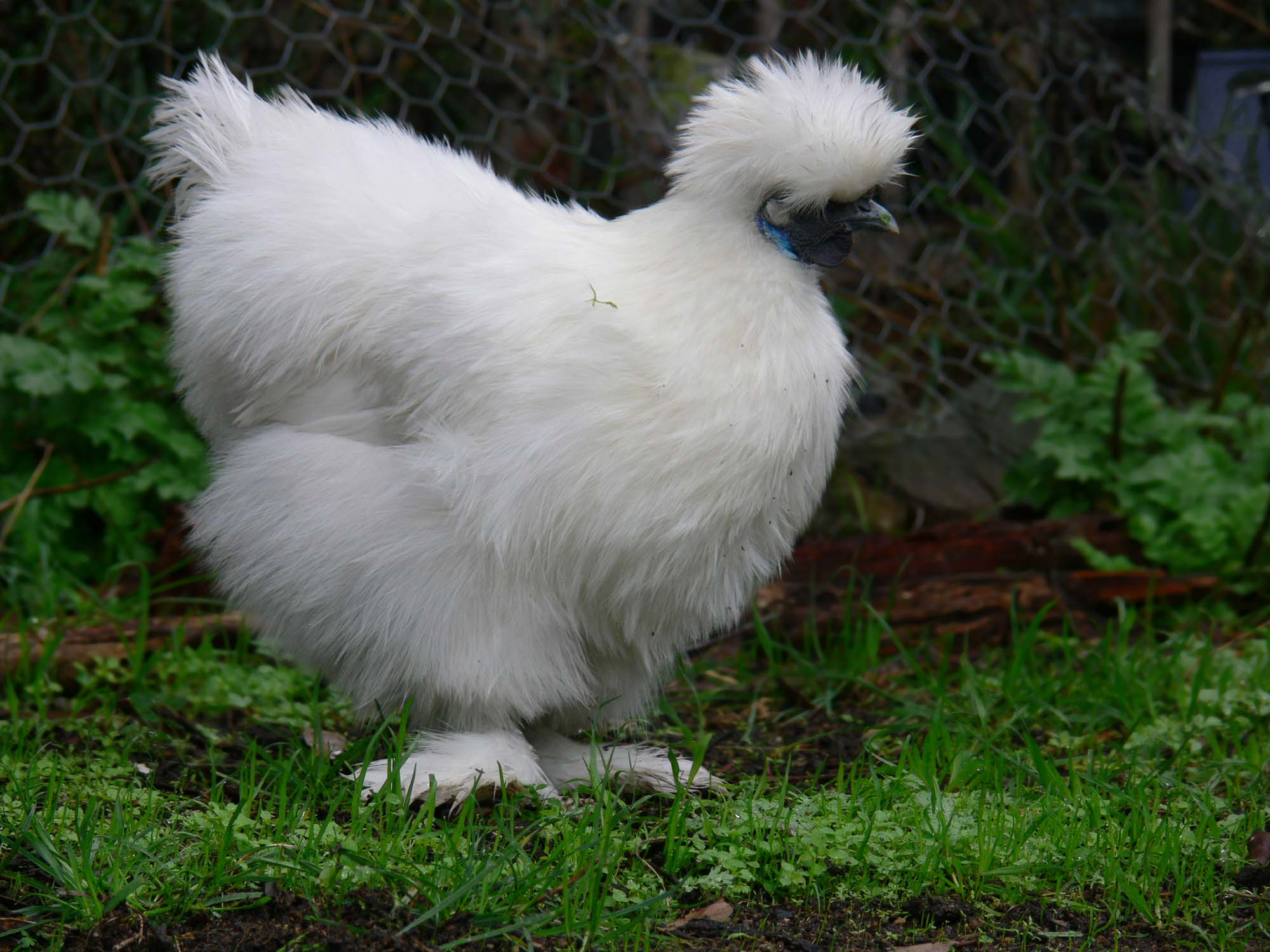
Selyemtyúk

A selyemtyúk a házi tyúk egyik fajtája, amelynek egyedi a tollazata, tapintása olyan selymes, és puha, mint a selyem.

## Tulajdonságai
Ennek a fajtának a bőre, a húsa és a csontja sötétkék színű, világoskék a fülcimpája, a szemei feketék, és a lábain 5-5 ujj található, a többi baromfi fajtának csak 4-4. Bóbitája az ún. kúpos koponyán emelkedik ki, fejsérüléseket könnyen szerezhet más, aggresszívabb csirkéktől. A kakasok toleránsak és szelídek. A fajta tollas lábú, tiszta vérű egyedeknél nagyon dús, és a középső lábujjat is takarja. Törpe változata is létezik. Általában a selyemkakas 1,4-1,7 kg és a selyemtyúk 1,1-1,4 kg.
A sötétkék hús miatt Európában inkább csak díszbaromfiként tartják.
A tyúkok közül ez a fajta a legnyugodtabb és legbarátságosabb tyúkok közé tartozik. Hamar megszokja az emberi kezet. Engedelmes fajta. A tyúk rendkívül jó kotlós, remek anya. Kb. három tojást tojik egy héten.

## Színei
Több színben létezik:
- vadszínű
- fehér
- fehér fekete foltos
- fekete
- vöröses-barna
- szürke
- ezüst
- sárga
- sötétkék
- ezüst vadas
- kendermagos

## Származás
Valószínű, hogy Kínából származik, de inkább Ázsiát említik. Írások alapján Marco Polo találkozott először ezzel a fajtával, amelyben megjegyezte a rendkívüli tollazatot. A reneszánsz szerző Ulisse Aldrovandi is megemlíti. A fajta elismert a kiállításokon. Mára elég gyakorivá vált a világon. A legdrágább baromfifajták közé tartozik.